# Любовь-морковь 2
«Любовь-морковь 2» — российский комедийный художественный фильм, поставленный и снятый режиссёром Максимом Пежемским. Это вторая часть в серии и прямое продолжение фильма 2007 года «Любовь-морковь» и приквел к фильму «Любовь-морковь 3». Съёмки начались сразу после успешного проката оригинальной картины.
Премьера состоялась 23 декабря 2008 года, а на телевидении фильм вышел через год. Вторая лента получила неоднозначный приём критиков, которые критиковали вторичность и переигранность актёров. Однако, несмотря на отзывы, фильм стал успешен в прокате.

## Сюжет
Андрей и Марина Голубевы воспитывают детей-близнецов Глеба и Свету. Проходит десять лет, но недопонимание не оставляет семью. В день рождения детей родители дарят им собак-роботов вместо настоящих, чем дети недовольны, отправляют их в школу, когда они могли бы остаться дома, и отправляются на покупку бриллианта «Слеза Махараджи» Нероном, после чего отмечают дома удачную сделку. Туда приходит доктор Коган и дарит двойняшкам волшебный бумеранг, который помогает лучше понять людей. В порыве злости Глеб запускает этот бумеранг и на следующий день дети просыпаются в телах родителей, а родители — в телах детей.
По своей неопытности Глеб подписывает договор, из-за которого Нерон может отнять у Голубевых всё, включая личные вещи и дом, так как бриллиант, приобретённый им, оказался фальшивым. Света и Глеб начинают искать работу, а Андрей и Марина не дают продать дом, выставленный на продажу. Позже Света и Глеб выясняют, кто подставил родителей перед Нероном. Елизавета Ливицкая, укравшая алмаз, и Виктор, бывший актёр, притворявшийся няней, чтобы достать потерянный Ливицкой в доме Голубевых электронный ключ от банковской ячейки, в которой лежали облигации на сумму 10 000 000 долларов, похищают Андрея и Марину, а потом запирают Голубевых на заброшенном складе, в последнее время заселённом бомжами и собаками, устраивают поджог и уходят, забрав с собой алмаз, но забыв облигации.
Тем временем выясняется, что настоящий алмаз у Глеба, а у Ливицкой — стекляшка. Они прорезают стеклянную дверь, выпускают собак и убегают как раз во время взрыва, а в это время Виктор и Ливицкая возвращаются за облигациями. Голубевы выходят на свободу в своих телах, а два обманщика превращаются в собак, о которых мечтали дети. Выходят собаки с облигациями. Семья выкупает свой дом и вещи и забирает домой собак, не подозревая, кто они на самом деле.

## В ролях
- Кристина Орбакайте — Марина Николаевна Голубева
- Гоша Куценко — Андрей Владимирович Голубев
- Денис Парамонов — Глеб Голубев
- Алина Булынко — Света Голубева
- Андрей Ургант — Нерон (Олег Львович Власов)
- Лидия Вележева — Елизавета Фёдоровна Ливицкая
- Кирилл Плетнёв — Виктор Павлович Синьков / Виктория Павловна Синькова
- Ольга Орлова — Лена, подруга Марины
- Дарья Дроздовская — Соня, подруга Марины
- Михаил Козаков — доктор Коган
- Владимир Чуприков — шофёр фургона
- Виталий Емашов — риэлтор

## Награды и номинации
| Награды и номинации     | Награды и номинации      | Награды и номинации                   | Награды и номинации | Награды и номинации |
| Награда                 | Категория                | Номинант                              | Результат           |                     |
| ----------------------- | ------------------------ | ------------------------------------- | ------------------- | ------------------- |
| MTV Russia Movie Awards | «Лучший фильм»           |                                       | Номинация           |                     |
| MTV Russia Movie Awards | «Лучшая мужская роль»    | Гоша Куценко                          | Номинация           |                     |
| MTV Russia Movie Awards | «Лучшая женская роль»    | Кристина Орбакайте                    | Номинация           |                     |
| MTV Russia Movie Awards | «Лучшая комедийная роль» | Гоша Куценко                          | Номинация           |                     |
| MTV Russia Movie Awards | «Лучший саундтрек»       | «Я нарисую небо» — Кристина Орбакайте | Номинация           |                     |
| MTV Russia Movie Awards | «Киногаджет года»        | Бумеранг                              | Номинация           |                     |

## Производство
Для съёмок в доме семьи Голубевых использовался особняк Ольги Орловой, расположенный на Рублёвском шоссе.

## Приём

### Кассовые сборы
Фильм, после выхода, стал лидером проката, и по итогу, заработал более 18 миллионов долларов, при бюджете в 3 миллиона, что сделало его кассовым успехом и самым удачным фильмом в серии.

### Критический приём
Вторая лента получила неоднозначный приём критиков, которые критиковали вторичность и переигранность актёров. На сайте Критиканство фильм получил средний балл в 62/100 на основе 11 рецензий. На портале IMDb фильм приняли не так тепло, поставив ему 4.8/10.

## Продолжение
«Любо́вь-морко́вь 3» — российский комедийный фильм режиссёра Сергея Гинзбурга. Продолжение истории семьи Голубевых, начатой в предыдущих фильмах «Любовь-морковь» и «Любовь-морковь 2». Съёмки начаты осенью 2009 года компанией «Реал-Дакота» совместно с компанией «Интерфест». В России фильм вышел в прокат 3 марта 2011 года. Премьера на телевидении состоялась 18 сентября 2011 года на Первом канале.